# Francisco Verdugo (explorador)
Francisco Verdugo (Cuéllar, siglo XV – ya en 1547) fue un administrador, militar y conquistador español, que participó en las conquistas de México y Nueva Galicia.
Natural de la villa segoviana de Cuéllar, fue hijo de Francisco Verdugo y de Inés de Cuéllar. Casó con Isabel Velázquez de Cuéllar, hermana de Diego Velázquez de Cuéllar, adelantado y primer gobernador de Cuba. Ya residía en la isla en 1519, y al año siguiente partió con Pánfilo de Narváez a su expedición a Nueva España.
Su cuñado le nombró alcalde mayor de la villa de Trinidad, y ocupando este cargo Hernán Cortés partió de Santiago de Cuba tras rebelarse a Velázquez, quien le pidió que intentase pararlo. Verdugo se unió a la armada de Cortés, y fue uno de los capitanes con quien éste consultó la entrada a Tenochtitlan. Se distinguió en el cerco como gran ballestero, y acompañó a Cortés a la plaza de México mientras Gonzalo de Sandoval hacía prisionero a Cuauhtémoc, último  tlatoani mexica de la ciudad.
En 1526 era regidor de México, y en 1529 su alcalde. Entre 1530 y 1533 fue capitán y tesorero de Nuño de Guzmán, partiendo de México el 6 de enero en una expedición compuesta por 150 hombres a caballo, 200 hombres a pie y 500 caballos, rumbo a Nueva Galicia, conquistando las provincias de Cuisco, Tomalá, Nuchistlán, Maxalpa, Suchipila y Elteve. En 1534 regresó a España, y volvió a México con su esposa, su hija Francisca y el marido de esta, Alonso de Bazán y Herrera. El resto de su vida disfrutó de las encomiendas recibidas, habiendo fallecido ya en 1547.